# Yak
Der oder das Yak (Bos mutus), früher auch als Jak geschrieben, ist eine in Hochasien verbreitete Rinderart. Er ist eine der fünf bis sechs Rinderarten, die domestiziert wurden (s. Hausrind).  Die wissenschaftliche Artbezeichnung mutus (lateinisch für „stumm“) bezieht sich auf den wildlebenden Yak und wurde im Jahr 1883 durch Nikolai Michailowitsch Prschewalski etabliert. Der Hausyak wird hingegen als Bos grunniens geführt. Das Artepitheton grunniens („grunzend“) hatte Carl von Linné bereits 1766 genutzt. Mit der Opinion 2027 entschied die International Commission on Zoological Nomenclature (ICZN) im Jahr 2003 den wissenschaftlichen Namen für die Haustierform zu konservieren und somit zur Verfügung zu stellen.
Wegen seiner grunzähnlichen Laute wird der Yak auch (Tibetischer) Grunzochse genannt. Die Bezeichnung „Yak“ stammt aus der tibetischen Sprache. Im Tibetischen wird allerdings nur das männliche Tier གཡག་ g.yag genannt (Aussprache: [jáʔ]), während das weibliche Tier als འབྲི ’bri (Aussprache: [ɖì]) bezeichnet wird.
Während der Hausyak in großer Zahl im Himalaya, in der Mongolei und sogar im Süden von Sibirien verbreitet ist, ist der Wildyak vom Aussterben bedroht. Wegen seiner Anpassung an die extremen klimatischen Bedingungen seines Lebensraumes stellt der Yak im zentralasiatischen Hochland und den angrenzenden Ländern nach wie vor die Lebensgrundlage eines großen Teils der dort lebenden Menschen dar. Er liefert Milch, Fleisch, Leder, Haar und Wolle. Sein Kot dient als Brennmaterial. Nach wie vor wird der Yak als Last- und Reittier genutzt. Auf einem über 1,4 Millionen Quadratkilometer großen Gebiet sind bäuerliche Lebensweisen überwiegend nur durch Yaks möglich.

## Merkmale

### Körperbau

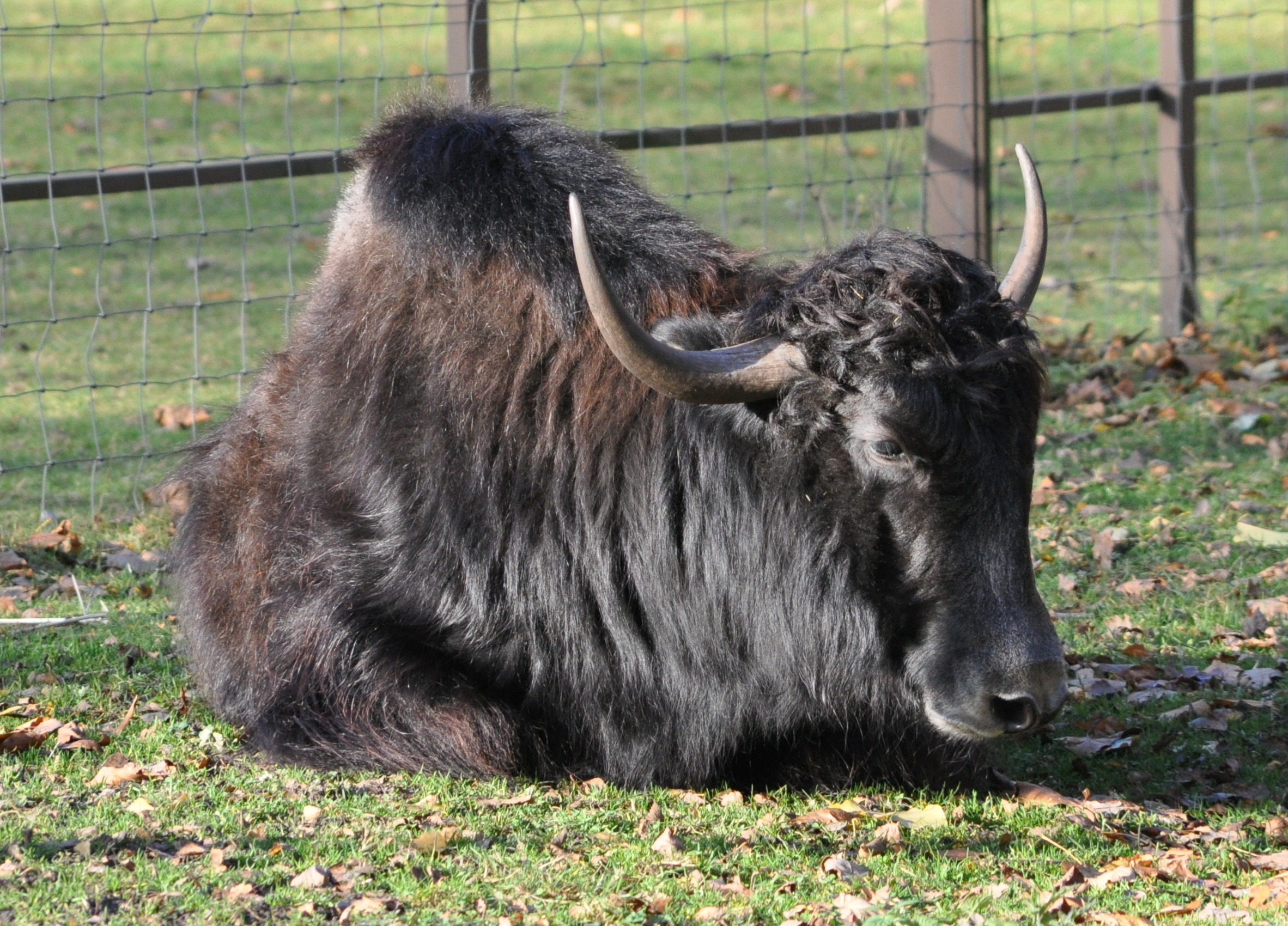
Yakbulle

Ein Yakbulle kann eine Kopf-Rumpf-Länge von 3,25 Metern, eine Widerristhöhe von 200 Zentimetern und ein Gewicht von über einer Tonne erreichen. Die Kühe sind deutlich kleiner und leichter. Sie erreichen maximal eine Widerristhöhe von 150 Zentimetern und wiegen zwischen 400 und 500 Kilogramm. Verglichen mit einem Hausrind ist der Körper des Yaks relativ lang. Anders als das Hausrind, das 13 Rippenpaare hat, hat der Yak 14 oder 15 Rippenpaare. Der Brustkorb ist dadurch breit und tief, was der stark entwickelten Lunge und dem Herzen ausreichend Raum verschafft. Durch den gut entwickelten Brustkorb wirkt der Yak trotz seines verhältnismäßig langgestreckten Körperbaus kompakt.
Aufgrund der verlängerten Dornfortsätze der Hals- und Brustwirbel hat der Yak einen Buckel. Dieser ist bei Männchen etwas ausgeprägter. Der Hals männlicher Tiere ist außerdem muskulöser. Die Rückenlinie ist bei beiden Geschlechtern leicht abfallend. Die Hinterhand ist dadurch beweglicher, was zur Trittsicherheit der Yaks beiträgt.
In Anpassung an das Klima ist das Flotzmaul des Yaks sehr klein. Insbesondere die Oberlippe ist sehr beweglich, so dass Yaks wesentlich schlechtere Weiden mit einer niedrigeren Vegetation als das Rind nutzen können. Die Hörner entspringen an den Kopfseiten und führen in einer gleichmäßigen Biegung nach oben. Sie werden bis zu einem Meter lang. Das Euter der Kühe, das zwei Zitzenpaare aufweist, ist sehr klein und hoch angesetzt. Die Zitzen sind nur zwei bis drei Zentimeter lang. Auch der Hodensack der Bullen liegt dicht am Unterbauch und ist deutlich kleiner als bei einem Hausrind.

### Fell

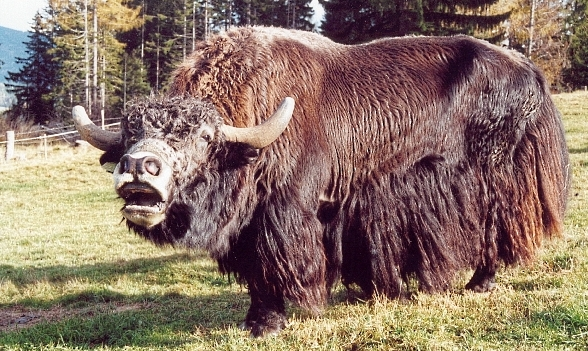
Hausyakbulle, der im Erscheinungsbild viele Merkmale der Wildyaks aufweist.

Die Fellfarbe des Wildyaks variiert von dunkelbraun bis schwarz. Der Rücken sowie das Flotzmaul sind in der Regel etwas aufgehellt. Der Yak ist die einzige Rinderart, die über ein mehrschichtiges Haarkleid verfügt. Es werden ein festeres Deck- oder Langhaar, eine gröbere Wolle und ein feines, spinnfähiges Unterhaar oder Feinwolle unterschieden.
Bis auf das Flotzmaul und die im Haar eingebetteten Zitzen sind alle Körperteile mit dichtem Haar bedeckt. Die Vorhaut des Penis ist zum Schutz gegen die Kälte ebenfalls mit Haar bedeckt. Während der Unterbauch, das Euter und der Hodensack nur kurz behaart sind, sind die Haare an der unteren Seite des Körpers sehr lang und fallen als sogenannte Bauchmähne schabrackenähnlich herab. Der Yak wirkt dadurch ausgesprochen kurzbeinig. Der Schwanz ist von der Wurzel an langbehaart. Die langen Deckhaare an Brust, Schwanz und Bauch werden beim Yak auch als Rosshaar bezeichnet, da sie Ähnlichkeit zu den Haaren an Schweif und Mähne von Pferden haben. Sie sind allerdings deutlich weicher als bei Pferden.
Grobe Wollhaare mit einer Länge von fünf bis dreizehn Zentimetern sind über den ganzen Körper verteilt. Als dritte Haarart findet sich Feinwolle in allen Körperregionen und macht über 80 Prozent der Behaarung aus. In der Bauchregion haben Yaks beispielsweise pro Quadratzentimeter 220 Grobhaare und 800 Feinwollhaare. Beim Haarwechsel verliert der Yak überwiegend das Wollhaar. Der Ausfall beginnt am Hals und setzt sich an der Rücken- und Bauchregion fort.

### Fortbewegung

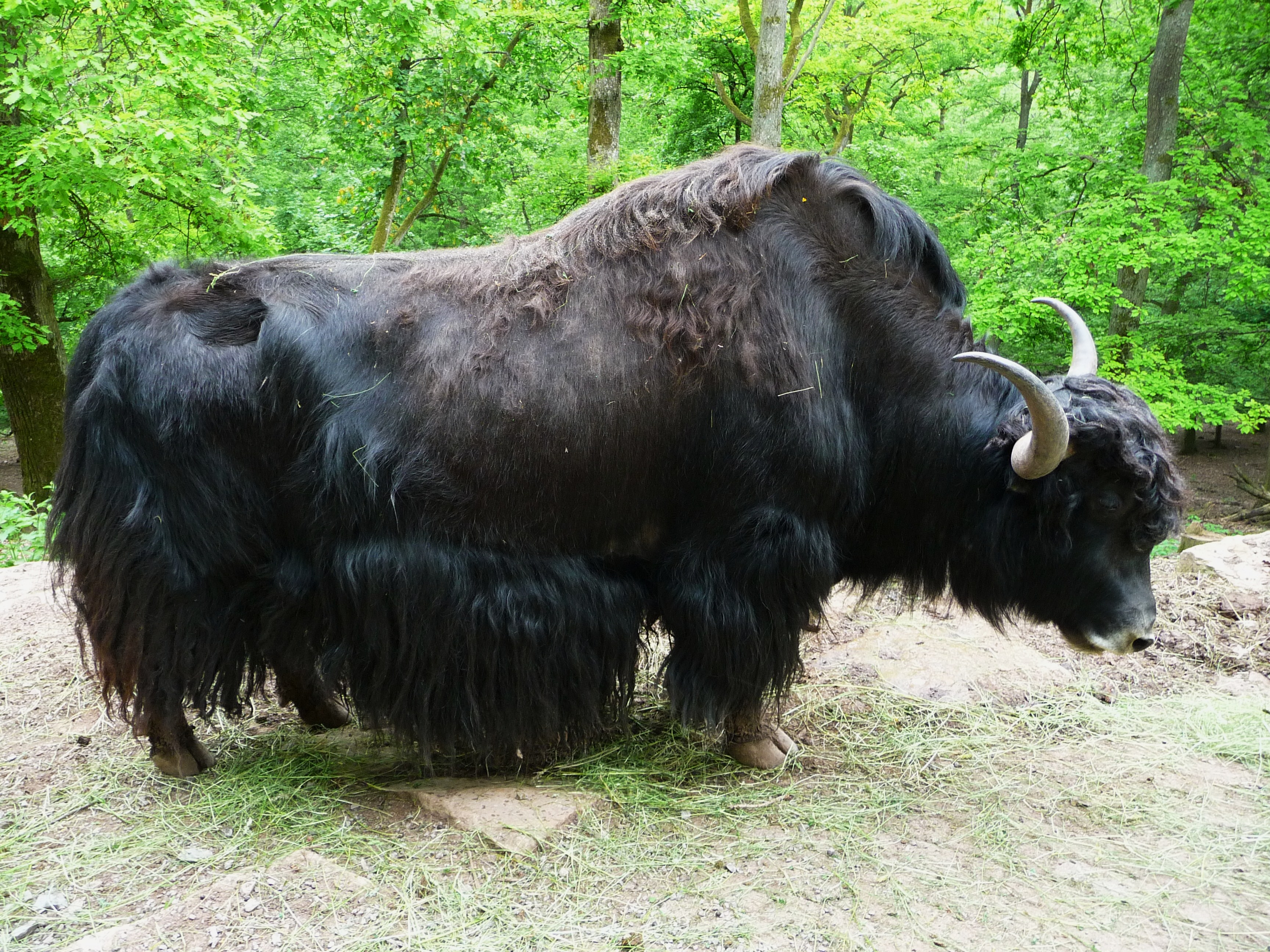
Hausyakbulle

Die Yakhufe sind verhältnismäßig klein und kompakt. Sie weisen scharfe Hufspitzen und harte Hufränder auf. Auf Grund der kleinen Hufe sinken sie im Grund verhältnismäßig tief ein, was ihnen hilft, den Vorwärtsschwung abzubremsen, wenn sie sich bergabwärts bewegen. Sie sind bei langsamer Bewegung grundsätzlich sehr trittsicher und überqueren auch sumpfiges Gebiet sicher. Sinken sie in feuchtem Untergrund zu sehr ein, spreizen sie die Beine und nutzen die Körperunterseite, um ein tieferes Einsinken zu vermeiden. Sie bewegen sich dann mit schwimmähnlichen Bewegungen weiter und zeigen damit ein anderes Verhalten als beispielsweise Pferde, die in vergleichbarer Lage panikartig um sich schlagen.
Grundsätzlich sind Yaks sehr bewegungsfreudig. Grasende Yaks legen immer wieder Pausen ein, in denen sie sich gegenseitig spielerisch mit erhobenem Schwanz jagen. Ihre Galoppbewegungen gleichen denen von Pferden. Eine plötzliche Gefahr kann in Yakherden zu panikartiger Flucht führen. Führt sie ihre Flucht bergabwärts, kommt es gelegentlich zu Todesfällen durch Abstürze.

## Physiologie

### Anpassung an Wärme und Kälte
Yaks variieren ihre Atemfrequenz unter anderem in Abhängigkeit von der Außentemperatur. Bei hohen Temperaturen sind Atmung und Puls hoch, um überschüssige Wärme abzuleiten, und sie können dann drei bis vier Mal so hoch sein wie bei Rindern. Bereits bei einer Umgebungstemperatur von über 13 °C nimmt die Atemfrequenz zu. Ab einer Umgebungstemperatur von 16 °C steigen Herzschlag und Körpertemperatur. Erreicht die Umgebungstemperatur 20 °C, halten sich Yaks in der Nähe von Wasser oder im Schatten auf. In der Regel fressen, trinken, wiederkäuen sie dann nicht mehr und sie verharren regungslos an einer Stelle.
Bei niedrigen Außentemperaturen sinkt die Atemfrequenz von Yaks auf sieben bis fünfzehn Atemzüge pro Minute. Dadurch ist der Wärmeverlust verhältnismäßig gering. Umgebungstemperaturen von −30 °C bis −40 °C vertragen sie problemlos. Schweißdrüsen finden sich zwar über den gesamten Körper verteilt, ihre Funktionsfähigkeit ist jedoch erheblich eingeschränkt. In verschiedenen Versuchen konnte eine Schweißsekretion nur im Bereich der Schnauze festgestellt werden. Dieses Merkmal trägt gleichfalls zur Erhöhung der Kältetoleranz bei.

### Anpassung an die Höhe
Der geringe Luftdruck in den Höhenlagen ist für Yaks keine Beschränkung. Durch die im Vergleich zum Rind höhere Sauerstoffaffinität des Yakhämoglobins können sie ausreichend Sauerstoff aufnehmen.

### Krankheiten und Lebenserwartung
Yaks sind anfällig für alle Krankheiten, an denen auch andere Rinderarten erkranken. Dazu zählen unter anderem Milzbrand, Maul- und Klauenseuche und Tuberkulose sowie einst die Rinderpest.
Yaks können in Ausnahmefällen ein Lebensalter von über 20 Jahren erreichen.

## Verbreitung
Ideale Lebensbedingungen finden Yaks in Regionen, deren durchschnittliche Temperatur unter fünf Grad liegt und in den wärmsten Monaten des Jahres einen Durchschnitt von 13 °C nicht überschreitet.

### Ursprüngliche Verbreitung des Wildyaks

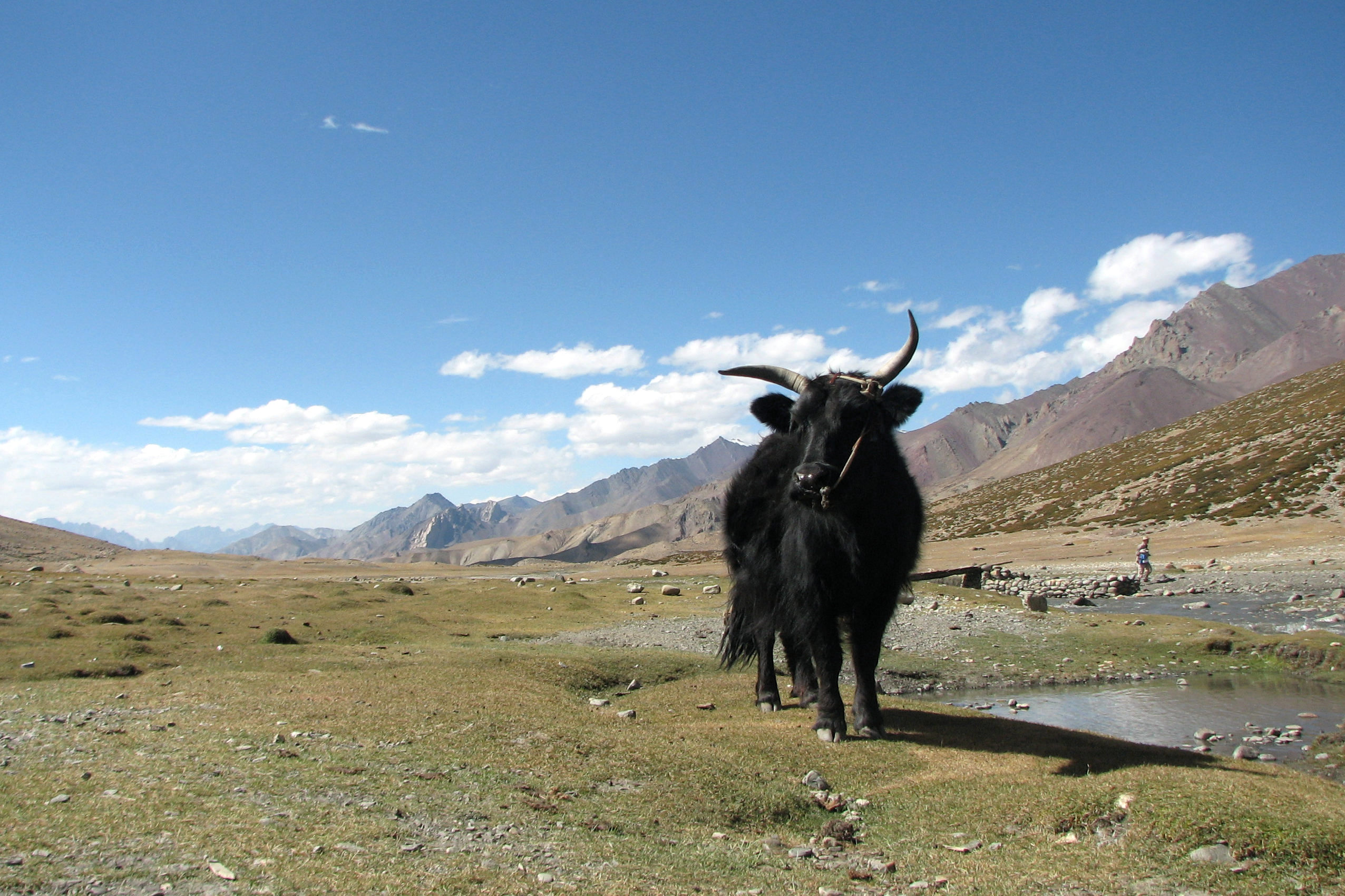
Hausyak in Ladakh

In der jüngeren Eiszeit kamen Wildyaks noch in einem breiten Gürtel vom Aralsee bis nach Alaska vor. Das historische Verbreitungsgebiet umfasste den Himalaya sowie weite Teile der chinesischen Provinzen Xinjiang, Tibet und Qinghai und Teile Südsibiriens. Noch im 14. Jahrhundert lebten wilde Yaks in Tuwa. 1720 wurde noch von Wildyaks bei Kusnezk, 1739 von solchen im Altai und Daurien berichtet.

### Heutiger Bestand und Bedrohung

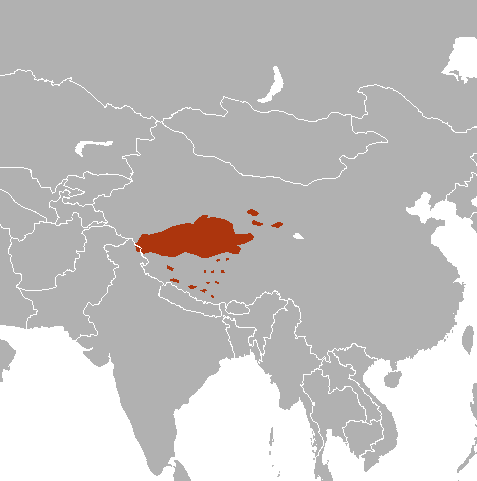
Maximales Verbreitungsgebiet des Wildyaks

Heute sind wilde Yaks in großen Bereichen ihres einstigen Gebiets verschwunden, da sie mit zunehmender Besiedelung ihres Verbreitungsgebietes in die unwirtlichen Hochgebirgslagen abwanderten. Sie leben nur noch in einigen Teilen West-Chinas und Tibets. 1994 gab es in China noch etwa 20.000 bis 40.000 Wildyaks. Außerhalb Chinas gibt es wahrscheinlich keine wilden Yaks mehr. In Nepal sind sie ausgestorben, Vorkommen in Kaschmir sind offenbar erloschen. Möglicherweise gibt es noch einige wilde Yaks im indischen Ladakh. Außer in chinesischen Zoos werden Wildyaks derzeit nicht gehalten, nur im Zoo von Rostow am Don soll in den 1970er Jahren ein einzelnes männliches Tier gelebt haben.
Wilde Yaks werden von der IUCN seit 1996 als gefährdet (vulnerable) eingestuft; zuvor hatten sie als bedroht gegolten, bis man erkannt hatte, dass es vor allem in den Weiten Westchinas viel mehr Wildyaks gab, als zuvor angenommen wurde. Die Zahlen wurden damals auf 15.000 geschätzt (8500 Wildyaks in Tibet, 3700 in Qinghai und 2500 in Xinjiang), dürften aber seither etwas zurückgegangen sein.
In China gehört die Art mittlerweile zu den geschützten, nicht jagdbaren Tierarten der Kategorie 1. Trotz dieses vollständigen Schutzes werden wilde Yaks noch immer bejagt. Weitere Ursachen für den Populationsrückgang sind Vermischungen wilder und domestizierter Yaks sowie die Ansteckung mit Rinderkrankheiten.
Seit Jahren werden Yaks auch in anderen Ländern intensiv gezüchtet, die meisten in China.

## Verhalten

### Ernährung
Yaks sind Wiederkäuer, die in ihrer Verdauungsphysiologie viele Gemeinsamkeiten mit dem Hausrind aufweisen. Anders als das Hausrind sind sie jedoch in der Lage, sich schnell an veränderte Futterverhältnisse anzupassen. Sie bilden in Anpassung an ihren Lebensraum außerdem eine Körperreserve für den Winter. Die täglich benötigte Futtermenge ist geringer als bei sogenannten Robustrindern wie beispielsweise dem Schottischen Hochlandrind. Sie sind außerdem in der Lage, während Schneestürmen mehrere Tage ohne Futter und Wasser zu überleben.

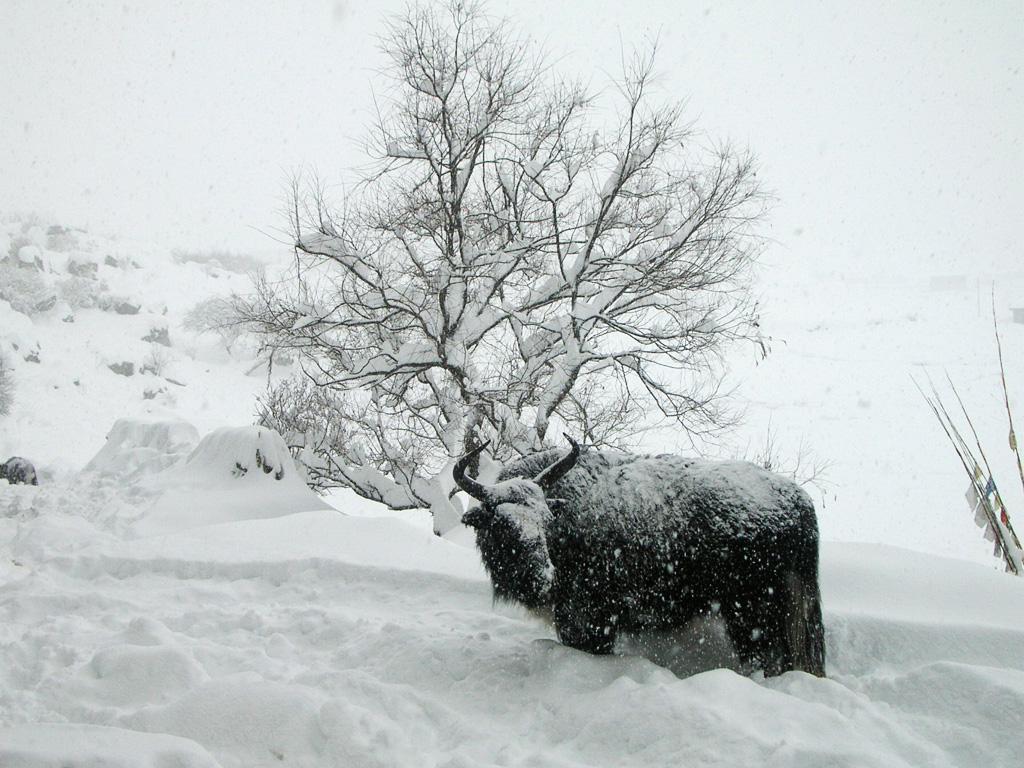
Hausyak im Winter

Die aufgenommenen Futtermengen variieren in Abhängigkeit von der Futterqualität und damit von der Jahreszeit. In den Monaten Juli bis Oktober nehmen Yaks täglich etwa 5,6 Kilogramm Trockenmasse auf. Die Futtermenge sinkt während der Wintermonate und ist am niedrigsten in den Monaten März und April, wenn sie durchschnittlich nur noch 1,9 Kilogramm Trockenmasse pro Tag fressen. Entsprechend sind für Yaks saisonal geprägte Gewichtsveränderungen typisch. Während des Winterhalbjahrs verlieren Bullen durchschnittlich 5,5 und Yakkühe 6,7 Prozent ihres Körpergewichtes. Im Extremfall nehmen sie bis zu 20 Prozent des Körpergewichts über das Winterhalbjahr ab. Diesen Gewichtsverlust überstehen sie nur dann, wenn sie sich in der warmen Jahreszeit eine entsprechende Körperreserve angefressen haben. Jungvieh hält bei Nahrungsmangel einen monatelangen Stillstand des Größenwachstums aus, ohne einen nachhaltigen physiologischen Schaden zu nehmen.
Die alpinen Grasmatten, die von Yaks beweidet werden, sind überwiegend von Kobresia, einer Gattung der Sauergrasgewächse, bestanden. Diese Gräser vertragen und nutzen hohe Grundwasserstände und kurzfristige Überflutungen mit Quell- oder Oberflächenwasser aus den höher liegenden Zonen mit ewigem Schnee. Kobresiagräser sind für Rinder schwer zu verdauen und wegen ihrer Kurzwüchsigkeit schwer aufzunehmen. Die Anpassung der Yaks an diese rohfaserreichen Gräser ist ein weiterer Grund, warum auf den Hochebenen Zentralasiens Yaks als Haustier dominieren. Yaks können darüber hinaus auch raue, stachelige und verholzte Pflanzenteile aufnehmen.
Als Winterweide nutzen Yaks in tieferen Lagen Sträucherweiden und Artemisia-Sträucher. Bis weit in den Winter stehen den Yaks aber Kobresiagräser und Seggen zur Verfügung, die bei Frostbeginn nicht so rasch absterben wie Süßgräser.

### Sozialverhalten
Yaks sind soziale Tiere, die während des Weidens eng zusammenbleiben. Außerhalb der Fortpflanzungszeit bestehen diese Herden aus Yakkühen und noch nicht geschlechtsreifen Bullen. Bullen schließen sich nur während der Fortpflanzungsperiode den Herden an.

### Verhalten gegenüber Fressfeinden
Gegenüber Fressfeinden wie Wölfen sind sie äußerst wachsam. Von Hausyakherden weiß man, dass in Herden von 100 Tieren und mehr nur sehr selten einzelne Tiere von Raubsäugern gerissen werden, da sie sich geschlossen gegen die Raubtiere verteidigen. Aus Sichuan werden regelmäßig Fälle berichtet, in denen Yakbullen Wölfe töten. Von Raubsäugern werden in der Regel einzelne Tiere nur gerissen, wenn sie während einer panikartigen Flucht von der Herde getrennt werden.

### Fortpflanzung
Über den Zeitpunkt, zu dem Yaks ihre Geschlechtsreife erreichen, liegen unterschiedliche Angaben vor. Für Bullen variieren die Angaben über das Lebensalter, in dem sie geschlechtsreif sind, zwischen eineinhalb bis vier Jahren. Sehr wahrscheinlich spielen eine Reihe äußerer Faktoren dabei eine Rolle, wobei eine besondere Bedeutung der Ernährungszustand der Yaks hat. Die höchste Fortpflanzungsbereitschaft zeigen Bullen in einem Alter von fünf bis sechs Jahren. Bullen, die acht Jahre und älter sind, unterliegen in der Regel in Rangkämpfen jüngeren Bullen, weshalb sie einen geringen oder gar keinen Anteil an der Deckung von Kühen haben.
Yakkühe zeigen ab einem Alter von 12 Monaten erstmals Brunftsymptome. Die meisten werden jedoch erst in einem Alter von drei Jahren tragend.  Ihre höchste Reproduktionsrate erreichen Yakkühe im Alter zwischen fünf und neun Jahren. In der Regel bringt eine Yakkuh in ihrer Lebenszeit vier bis fünf Kälber zur Welt. Kühe, die älter als 15 oder 16 Jahre alt sind, bringen nur noch sehr selten Kälber zur Welt.
Gute Futterbedingungen sind ausschlaggebend für die Auslösung der Brunft bei den Kühen. In der Regel fällt die Brunft in den Zeitraum Juni bis September. Ein reichliches Nahrungsangebot kann die Brunft jedoch auch außerhalb dieser Zeit auslösen. Der Paarung gehen heftige Rangkämpfe zwischen den Bullen voraus. Meist dominieren Bullen in einem Lebensalter von sechs bis sieben Jahren und decken die größte Zahl der Kühe in einer Herde. Kühe sind in der Regel nur über 16 bis 56 Stunden brünftig. Ihre Paarungsbereitschaft signalisieren sie, indem sie die Nähe von Bullen suchen und ihren Schwanz anheben. Eine brünftige Kuh wird vom Bullen während ihrer Hochbrunft unablässig begleitet und mehrmals gedeckt.

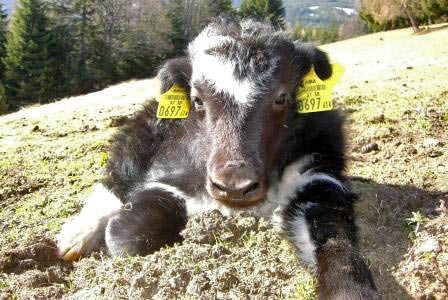
In der Steiermark gezogenes Hausyak-Kalb

Die Tragezeit beträgt durchschnittlich 257 Tage und ist damit um rund 30 Tage kürzer als beim Hausrind. Die Abkalbzeit fällt in den Zeitraum von März bis August und hat ihren Höhepunkt im April und Mai. Kurz vor der Geburt sondern sich die Yakkühe von der Herde ab. Bei Beginn der Wehen legen Yaks sich häufig hin, während des Geburtsvorgangs stehen sie jedoch in der Regel. Neugeborene Kälber wiegen zwischen 9 und 16 Kilogramm, wobei Kuhkälber in der Regel leichter als Bullenkälber sind. Die Neugeborenen können bereits nach fünf bis fünfzehn Minuten stehen und suchen dann nach dem Euter der Mutterkuh.
Mehrere Fortpflanzungscharakteristika der Yaks gelten als Anpassung an ihren spezifischen Lebensraum. Die im Vergleich zu anderen Rinderarten kurze Tragezeit und das deswegen verhältnismäßig geringe Gewicht der Kälber führen dazu, dass Yakkühe bis unmittelbar vor der Niederkunft sehr beweglich sind und die Geburt verhältnismäßig schnell verläuft. Dies gilt als ein Vorteil in einem Lebensraum, in dem Wölfe ein von der Herde isoliertes Tier reißen könnten. Allerdings verringert das geringe Geburtsgewicht die Überlebenschancen der Jungtiere in ihrem ersten Winter. Chinesische Wissenschaftler haben außerdem festgestellt, dass die Brunft bei den Kühen umso später einsetzt, je höher die Region liegt, in der sie leben. Die Kälber kommen deshalb in der Regel in der Jahreszeit zur Welt, die verhältnismäßig warm ist und in der die kurze Wachstumsperiode der Gräser bereits eingesetzt hat. Zahlreiche Yakkühe haben außerdem nur einen Östruszyklus pro Jahr. Werden sie während dieses Zyklus nicht gedeckt, können sie erst wieder im nächsten Jahr trächtig werden. Das verhindert, dass Kälber sehr spät im Jahr zur Welt kommen und dadurch das für das Überleben im Winter notwendige Gewicht nicht erreichen.

## Systematik

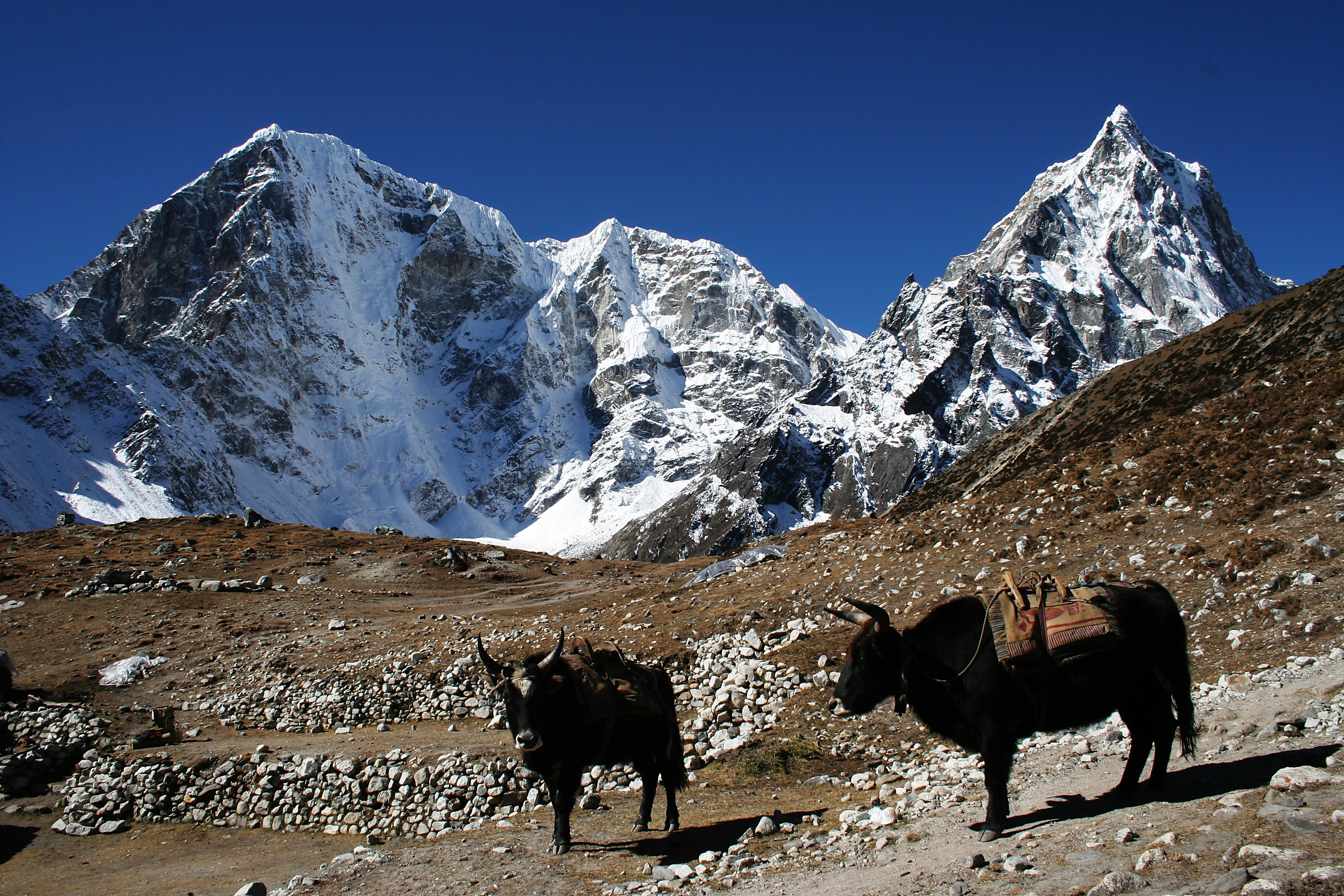
Hausyaks als Lasttiere, Nepal

Der Yak wird als Wiederkäuer und Hornträger der Unterfamilie der Rinder und innerhalb dieser Unterfamilie traditionell der Gattung der Eigentlichen Rinder zugeordnet. Diese Gattung wird in die vier Untergattungen Bos, Bibos, Poephagus und Novibos aufgeteilt. Während die heutigen Nutzrinder auf den Auerochsen zurückgehen und damit der Untergattung Bos angehören, wird im Yak gewöhnlich ein Vertreter der Untergattung Poephagus gesehen. Die Diskussion um die taxonomische Einordnung ist jedoch noch nicht abgeschlossen. Jüngeren Untersuchungen zufolge könnten die Eigentlichen Rinder paraphyletisch in Bezug auf die Bisons sein, das heißt, dass der Yak möglicherweise näher mit den beiden Bisonarten Bison und Wisent als mit den übrigen Eigentlichen Rindern verwandt ist. Ein Indiz für diese Zuordnung ist die Tatsache, dass zwischen den Nasenknochen des Yaks und dem Zwischenkiefer der dorsale Rand der Oberkiefer liegt. Dies ist normalerweise das morphologische Indiz, dass eine Art nicht zu den Eigentlichen Rindern gehört, da bei diesen der Nasenknochen den Zwischenkiefer berührt. Der Yak wird deswegen gelegentlich auch in eine eigene Gattung Poephagus gestellt.
Fossile Funde belegen, dass Yakvorfahren im späten Tertiär im Nordosten Eurasiens vorkamen. Aus dem Pleistozän liegen fossile Funde für Nordchina, die innere Mongolei, Ostsibirien und den Norden Zentralasiens vor. Erst im späten Pleistozän erhob sich das zentralasiatische Hochplateau in eine Höhe von über 4.500 Meter über NN. In Folge davon verschwanden hier die ursprünglichen Wälder und es entwickelten sich die alpin geprägten Weidegründe, auf denen Wildyaks bis in die Neuzeit überlebten.

## Hausyak

### Domestikation

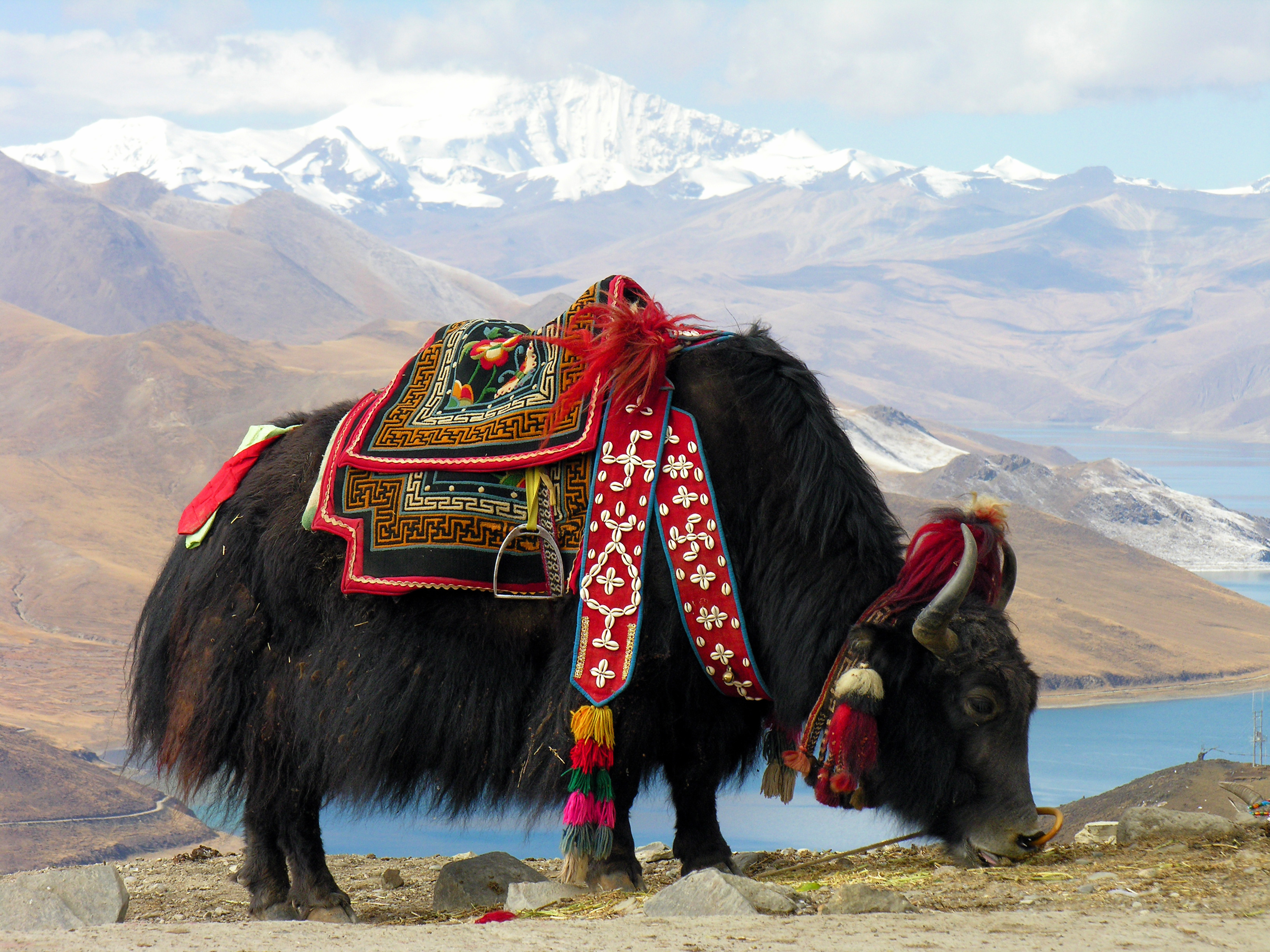
Geschmückter domestizierter Yak vor dem See Yamzhog Yumco in Tibet

Der Zeitpunkt der Domestikation ist strittig. Verschiedene Theorien verlegen ihn auf Daten zwischen 5000 v. Chr. und 1000 v. Chr. Es gibt archäologische Funde, die darauf hinweisen, dass eine erste Domestikation in Tibet etwa 2.500 v. Chr. stattfand. Das entspräche in etwa dem Zeitraum, zu dem auch der Wasserbüffel domestiziert wurde und wäre damit etwa 4.000 Jahre nach der Domestikation des Rindes erfolgt. Prähistorische Funde weisen darauf hin, dass die Qiang der Nuomuhong-Kultur vor 3.000 Jahren Yaks hielten und aus den Haaren dieser Art Gewebe, Säcke und Seile fertigten. Nahezu alle ethnischen Gruppen, für die die Yakhaltung bis heute eine Bedeutung hat, stehen in enger Beziehung zu den Qiang. Die Verwendung von Hausyaks wird auch in antiken chinesischen Schriftquellen bezeugt. Diese beschreiben unter anderem, dass einzelne Qiang-Gruppen mitsamt ihren Yakherden in andere Gebiete des zentralasiatischen Hochplateaus zogen. Sicher ist auch, dass das Yak im Zeitraum 221 v. Chr. bis 220 n. Chr. im Nordwesten Chinas bereits ein wesentlicher Lieferant für Fleisch, Milch und Wolle war. Es gibt einige wenige Regionen, in denen die Yakhaltung erst in der Neuzeit Bedeutung gewann. Dies gilt unter anderem für die Region des Tian-Shan- und Altai-Gebirges. Erst in der 2. Hälfte des 19. Jahrhunderts wurden von Tibet aus rund 100 Yaks in das Hejing-Gebiet im Tian shan-Gebirge eingeführt. Die Yakhaltung verbreitete sich von dort aus bis ins Altaigebirge.
Hausyaks sind gleichzeitig aggressiv, wild, scheu und furchtsam sowie ausgeprägte Herdentiere. Personen, die mit Hausyaks umgehen, müssen diese Charakteristika berücksichtigen. Im Bezirk Gen, Xinjiang starben in vier unabhängigen Vorfällen 312 Yaks durch Abstürze an Berghängen. Drei der vier Vorfälle wurden durch ein unvorsichtiges Treiben der Herde ausgelöst, so dass die Tiere in Panik gerieten und versuchten, den Hang hinab zu fliehen. In den meisten Fällen wahren die Hirten einen größeren Abstand von den weidenden Herden, um diese nicht zu beunruhigen, und greifen nur ein, wenn Wölfe in die Nähe der Herden gelangen oder diese auf Weidegebiet wandern, das für andere Herden bestimmt ist.
Zum Lenken der Herden werden meist Steinschleudern verwendet, die aus Yakwolle gefertigt sind. Geübte Hirten sind in der Lage, aus einer Entfernung von mehr als 100 Metern die Yaks zu treffen und so zu lenken. Hausyaks lassen sich verhältnismäßig einfach trainieren, auf Rufe zum Camp zurückzukehren. Yakkühe werden bereits als Kalb darauf trainiert, sich ein Halsband anlegen zu lassen. Mit diesem werden sie fixiert, wenn sie später gemolken werden. Es treten jedoch immer wieder Kühe auf, die zu wild sind und ihr Kalb zu energisch verteidigen, so dass sie sich nicht melken lassen. Obwohl auch immer wieder einzelne Yaks sich als Pack-, Reit oder Zugtiere trainieren lassen, gelten sie als einfacher zu führen, wenn dies in Gruppen von zehn und mehr Tieren geschieht.

### Merkmale domestizierter Yaks
Domestizierte Yaks erreichen nicht die Ausmaße wilder Yaks. Stiere der Hausyaks haben eine Widerristhöhe von 112 bis 180 Zentimeter, Kühe sind mit 107 bis 112 Zentimetern etwas kleiner. Stiere erreichen ein Gewicht von 700 Kilogramm; Kühe werden 250 bis 350 Kilogramm schwer. Hausyaks können in ihrem Erscheinungsbild den Wildyaks sehr ähneln. Sie haben aber häufig eine von den Wildyaks abweichende Fellfärbung. Es gibt neben braunen und schwarzen auch rote, weiße oder gescheckte Yaks. Viele Hausyaks weisen keine Hörner auf.
Die Abweichungen zwischen Haus- und Wildyak sind ein Indiz für eine seit langem stattfindende Domestikation, da nicht von einer gezielten Zucht ausgegangen wird. Die Merkmale von Hausyaks, zu denen neben der geringeren Größe auch der im Vergleich zum Wildyak verkürzte Gesichtsschädel sowie die teilweise Hornlosigkeit und die Aufhellung des Fells gehören, sind nicht gezielt herausgezüchtet worden, sondern haben sich im Laufe der Zeit eher zufällig ergeben. Insgesamt gilt die Domestikation des Hausyaks als noch nicht so weit fortgeschritten wie beim Hausrind. Hausyaks sind häufig gegenüber dem Menschen scheu und neigen zu Aggressivität. Insbesondere Yakkühe mit neugeborenen Kälbern zeigen ein aggressives Verhalten gegenüber dem Menschen und gehen sehr schnell zum Angriff über.

### Regionen der heutigen Yak-Haltung

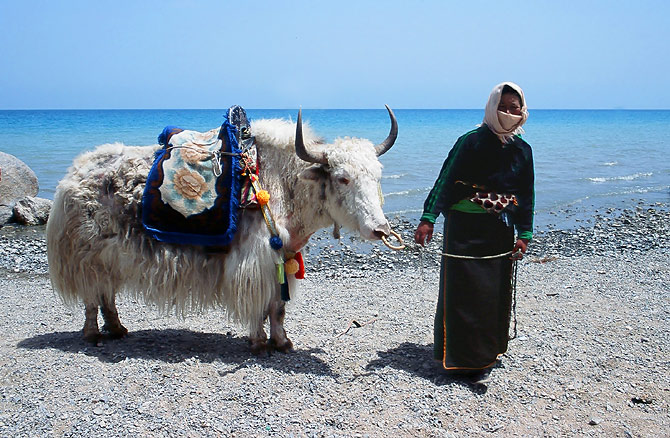
Frau mit Hausyak in Qinghai

Eine wirtschaftliche Bedeutung hat der Hausyak nur in Zentralasien. Die Zentren der Yakhaltung liegen überwiegend in Höhenlagen oberhalb der Baumgrenze und in Klimazonen, in denen Frosttage ganzjährig vorkommen. Das yakreichste Land ist China: Im Jahre 1994 wurden dort etwa 13,3 Millionen domestizierte Yaks gehalten. Die Schwerpunkte der Yak-Haltung liegen in den Provinzen Qinghai, Tibet und Sichuan. In der Mongolei werden etwa eine halbe Million Yaks gehalten. Die Yakhaltung konzentriert sich auf die Region des Changai-, Altai- und Chöwsgöl-Gebirge. Auf Grund der geringeren Bevölkerungszahl und der niedrigeren Zahl gehaltener Haustiere ist die wirtschaftliche Bedeutung, die Yaks in der Mongolei haben, größer als in China. Im Jahre 1989 waren knapp 76 Prozent des Yakbestands im Besitz von staatlichen Kooperativen. Die größte Herde, die rund 20.000 Tiere umfasste, gehörte der Kooperative Yalalt im Tariat-Distrikt der Provinz Arkhangai. Seit 1989 sind diese Kooperativen aufgelöst worden und alle Herden befinden sich mittlerweile in Privatbesitz.
In Indien werden Yaks nur in einem verhältnismäßig kleinen Gebiet gehalten. Der Schwerpunkt liegt in den Bundesstaaten Jammu und Kaschmir. Die Zahl der Tiere wird auf etwa 30.000 geschätzt. Da der früher übliche Austausch von Tieren mit Tibet weitgehend zum Erliegen gekommen ist, ist, ähnlich wie in Nepal und Bhutan, Inzucht ein zunehmendes Problem. In Indien versucht man, dieses Problem zu lösen, indem man gefrorenen Yaksamen aus China importiert und die Yakhalter darin unterstützt, untereinander männliche Tiere zu tauschen.
In Bhutan werden Yaks vor allem vom Volk der Bhotias gehalten, die vor mehreren hundert Jahren aus Tibet nach Bhutan eingewandert sind. Diese leben überwiegend noch in einer Subsistenzwirtschaft als Bergnomaden. Nach einer Zählung der Viehbestände im Jahre 1992 wurden rund 30.000 Yaks in Bhutan gehalten. Etwa 90.000 Yak und Yak-Hausrind-Kreuzungen leben auf nepalesischem Boden. Ihre Halter sind überwiegend Sherpas, die ebenfalls aus Tibet in diese Region eingewandert sind. Aus Pakistan liegen keine aktuellen Zahlen vor. Für das Jahr 1984 wurde die Zahl reinblütiger Yaks auf 25.000 geschätzt. Ob auch in Afghanistan noch Yaks gehalten werden, ist dagegen unbekannt. Auf dem Gebiet der ehemaligen Sowjetunion wurden 1991 rund 131.000 Yaks gehalten. Geeignete Haltegebiete finden sich in Tadschikistan, Kirgisien und Kasachstan.
Gelegentlich verwildern domestizierte Yaks wieder. So gibt es kleine Herden verwilderter Hausyaks in der Inneren Mongolei, wo es keine echten Wildyaks mehr gibt. In Regionen, in denen Wildyaks vorkommen, sind solche Hausyaks für Wildyakbestände eine Bedrohung, da sie sich mit ihnen kreuzen und Nachkommen zeugen, die nicht mehr die Merkmale von Wildyaks besitzen.

### Haltung außerhalb Asiens

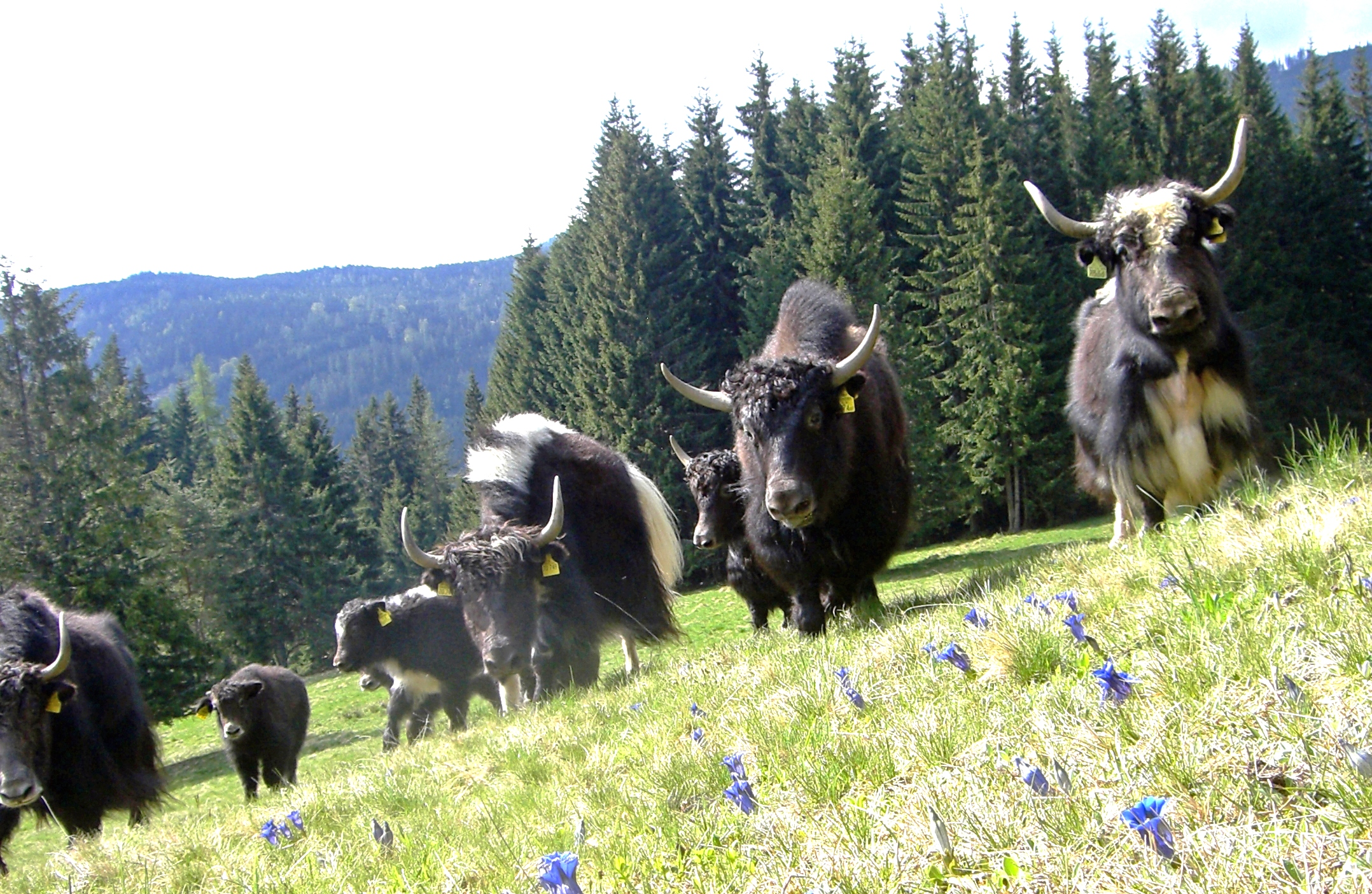
Hausyaks auf der Koralpe, Steiermark

Hausyaks wurden 1785 erstmals in Europa gehalten. Meist beschränkte sich dies auf eine Haltung in zoologischen Gärten. Zu denjenigen mit einer langen Tradition der Yakhaltung zählt der englische Whipsnade Wild Animal Park in der Nähe von Dunstables, der in einer Höhenlage von 150 über NN liegt. Der Park hält und züchtet seit 1944 Yaks. Während der wärmeren Sommermonate halten sich die Tiere überwiegend im Schatten von Bäumen auf. Das einzige wiederkehrende gesundheitliche Problem ist Kupfermangel, der bei anderen im Park gehaltenen Rinderarten nicht auftritt.
Versuche, sich die besonderen Eigenschaften dieses Rindes in Regionen außerhalb Zentralasiens nutzbar zu machen, gab es erstmals in der 2. Hälfte des 19. Jahrhunderts. 1854 führte man 12 Yaks in Frankreich ein, um mit ihnen die Rinderhaltung in französischen Gebirgslagen zu verbessern. Die Versuche endeten 1862. In Kanada versuchte man zwischen 1916 und 1921, durch Yak-Einkreuzungen neue Rinderrassen zu ziehen, die für eine Haltung im Norden Kanadas geeignet wären. Kreuzungsversuche wurden dabei auch mit Bisons und Bison-Hausrind-Hybriden vorgenommen. Alle Versuche wurden 1928 eingestellt, weil sich die Hybriden als nicht hinreichend kälteresistent erwiesen. Heutzutage gibt es Yak-Farmen in Bayern und Österreich.
Als erfolgversprechender gelten die Versuche, den Yak im Nordkaukasus anzusiedeln. Dort gibt es eine 260.000 Hektar große Fläche von Hochgebirgsweiden, die derzeit nicht genutzt werden. Erste Versuche, den Yak hier einzuführen, gab es im Jahre 1971 und 1972. Diese Versuche verliefen verhältnismäßig gut. Die bekannteste Yakherde Europas dürfte die von Reinhold Messner sein, der in Sulden am Ortler eine kleine Herde von Hausyaks hält.

### Yak-Rassen

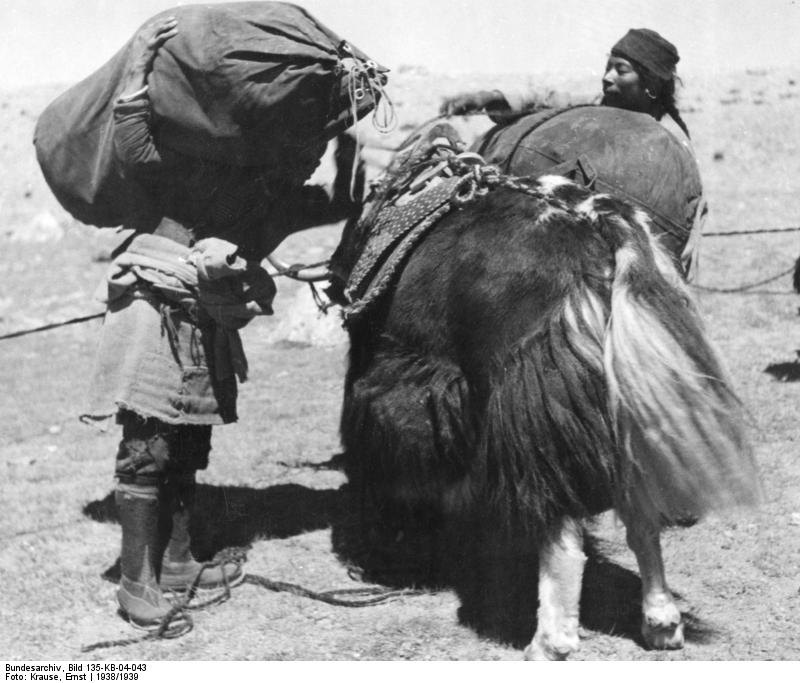
Ein Yak wird beladen (Tibet 1939).

Die Domestizierung des Yaks ist nicht sehr weit fortgeschritten. Eine gezielte Zucht war in der ursprünglichen Nomadenwirtschaft nicht üblich und wird unter anderem durch die hohe Aggressivität der Bullen eingeschränkt, die während der Paarungszeit auf Störungen sofort mit Angriffen reagieren. In der Regel werden zwischen fünf bis acht Bullen in einer Herde von etwa 100 Kühen gehalten. Die Rangkämpfe zwischen den Bullen entscheiden, wie viele Kühe ein einzelner Bulle deckt. Überzählige Bullen werden in einem Alter von 1 bis 2,5 Jahren kastriert. Künstliche Besamung und eine gezielte Paarung eines bestimmten Bullen mit einer Kuh hat erst in den letzten Jahren Bedeutung gewonnen.
Zwischen einzelnen Populationen bestehen trotz fehlender gezielter Zucht phänotypische Unterschiede. Diese Unterschiede sind fast ausschließlich auf die geographische Trennung weit auseinanderliegender Standorte zurückzuführen. So sind beispielsweise die in der Mongolei verbreiteten Hausyaks zu einem großen Teil hornlos. Dies erleichtert den Umgang mit den Tieren und vermindert die Verletzungsgefahr bei Rangkämpfen. Es ist aber keineswegs ein züchterisch gewünschtes Merkmal, da hornlose Tiere verminderte Abwehrmöglichkeiten gegenüber Raubwild haben.
Eine gezielte Zucht gab es in der zweiten Hälfte des 20. Jahrhunderts in der Region der ehemaligen Sowjetunion. Auch in China werden Anstrengungen unternommen, Hausyaks züchterisch zu verändern. Bei den bislang unterschiedenen Yak-Rassen handelt es sich um geographische Rassen, deren rassetypische Eigenschaften weniger manifestiert sind als bei europäischen Landrinderrassen in der Mitte des 19. Jahrhunderts. Geographische Yak-Rassen werden nur für China unterschieden. In den anderen Ländern kann nicht von abgrenzbaren Yak-Rassen gesprochen werden. In der Mongolei beispielsweise hat der Viehhandel eine lange Tradition, so dass sich charakteristische Unterschiede durch den verstärkten Genfluss nicht ausbilden konnten.

### Kreuzungen mit Rindern

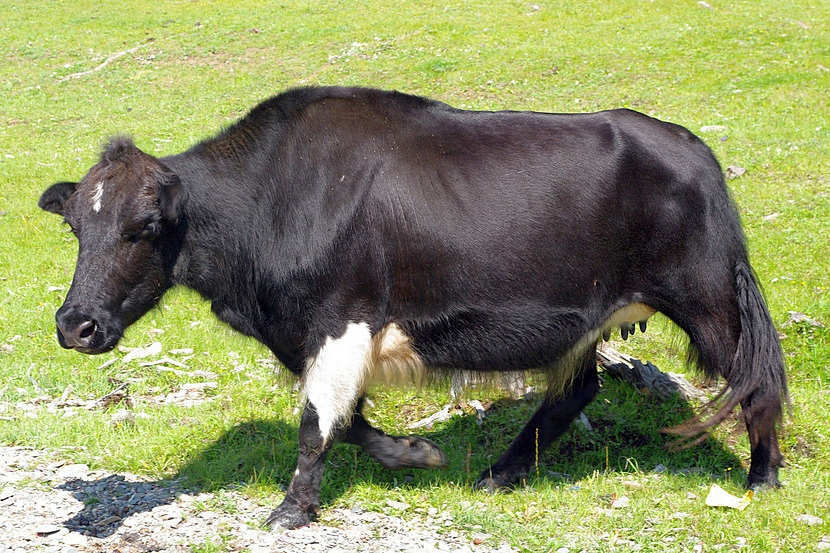
Yak-Hausrind-Hybride

Zwischen frei laufenden Rindern und Yaks kommt es sehr selten zu Paarungen, da sich das Sexualverhalten etwas unterscheidet. Werden Yaks und Hausrinder dagegen in einer Herde geführt, sind Paarungen häufiger, da die Tiere aneinander gewöhnt sind. Yakkühe lassen sich, wenn Yakbullen in der Herde sind, nur von diesen besteigen. Damit Yakkühe von Hausrindbullen beschlagen werden, müssen die Yakbullen aus der Herde entfernt werden. Männliche Hybriden der 1. und 2. Generation sind unfruchtbar, während die weiblichen Nachkommen fruchtbar bleiben. Die Kreuzung von Yaks und verschiedenen lokalen Rinderrassen hat in den Yakhaltegebieten eine lange Tradition, wenn es auch einzelne Regionen gibt, in denen eine solche Bastardisierung aus religiösen Gründen abgelehnt wird.
Die Leistungen der Hybriden, die im westlichen Raum meist als Dzo bezeichnet werden, liegen in der Regel über dem Durchschnitt der Ausgangsarten. Der Heterosis-Effekt solcher Kreuzungen ist jedoch schwer zu messen, da in der Regel keine gleichen Haltungsbedingungen für die Ausgangsarten und die Kreuzungen gegeben sind. In China werden Nachkommen von Hausrindbullen und Yakkühen traditionell zum Karrenziehen und Pflügen verwendet. Sie vertragen Wärme besser als reinrassige Yaks und können daher auch in tiefer gelegenen Gebieten eingesetzt werden. Sie sind schwerer und mastfähiger, ihre Milchleistung ist deutlich höher als bei Yaks und sie sind außerdem leichter zu lenken als Hausyaks. Dieser Effekt geht jedoch bereits in der zweiten Hybridgeneration verloren. Es hat mehrere Versuche gegeben, durch Kombinationskreuzungen eine Hybridrasse zu schaffen, die die Milchleistung von Hausrindern mit der Widerstandsfähigkeit des Yaks gegen Witterungsunbilden und seine Fähigkeit als Lasttier verbindet. Diese Versuche verliefen bislang jedoch weitgehend erfolglos und sind eingestellt.

## Nutzung des Hausyaks

### Milch
Yaks geben im Jahr etwa 400 Liter Milch. Dies ist im Vergleich zu Hausrindern oder Wasserbüffeln eine geringe Menge. Der Fettgehalt der Milch ist jedoch hoch; er schwankt im Verlauf einer Laktationsperiode zwischen 5 und 8,6 Prozent. Rohe Kuhmilch hat dagegen einen Fettgehalt von maximal fünf Prozent. Pro Kilogramm hat Yakmilch daher einen Energiegehalt von ca. 3.650 kJ (871 kcal), während der vergleichbare Wert für Kuhmilch ca. 2.680 kJ (640 kcal) beträgt. Für die yakhaltende Bevölkerung Zentralasiens hat sie entsprechend eine große Bedeutung in der Ernährung.
Der Melkvorgang ist arbeitsaufwendig, da die Milchabgabe beim Yak in der Regel nur durch das Kalb ausgelöst wird. Daher sind zwei Personen notwendig, um eine Yakkuh zu melken. Der Kuh werden zunächst Vorder- oder Hinterbeine mit einem Strick zusammengebunden, um sie ruhigzustellen. Das Kalb wird zum sogenannten Anrüsten an das Euter gelassen, damit die Milch einschießt. Sobald dies passiert, wird von einer Person das Kalb weggeführt, während die zweite Person mit dem Melken beginnt. Während eines Melkvorgangs muss diese Prozedur drei- oder viermal wiederholt werden. Insgesamt wird dabei der Kuh nicht wesentlich mehr als ein Liter Milch abgemolken, und wegen der kurzen Zitzen ist nur ein Strippmelken möglich. Die Laktationsperiode des Yaks ist aufgrund der extremen Klimabedingungen und der oft unzureichenden Ernährung der Kühe kurz. In einigen Gebieten Nepals dauert sie durchschnittlich nur von Juni bis Oktober.

### Milchprodukte

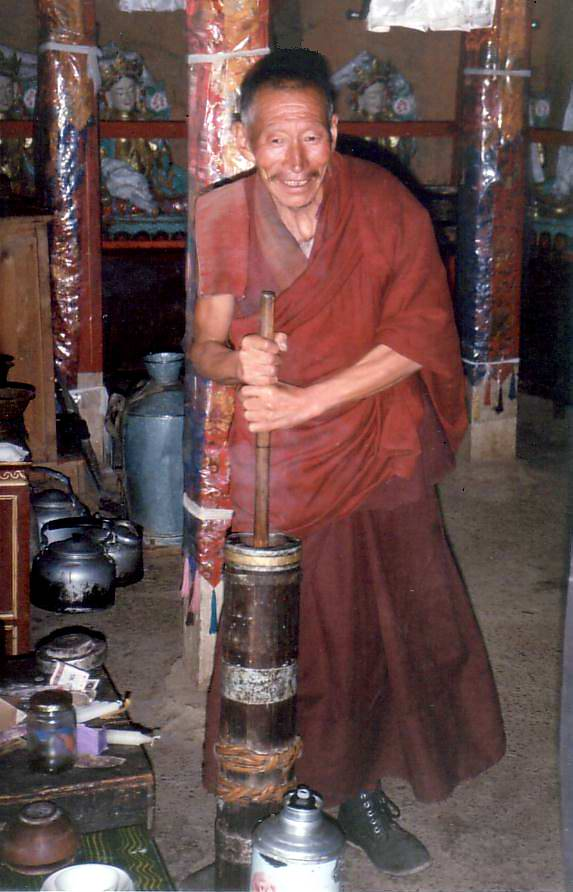
Tibetischer Mönch bei der Herstellung von Buttertee

Zentralasiatische Völker haben mehrere Wege gefunden, Yakmilch so zu konservieren, dass sie für ihre Ernährung ganzjährig zur Verfügung steht. Das mongolische Öröm wird ähnlich wie die Clotted Cream der englischen Grafschaften Devon und Cornwall hergestellt, indem die Milch unter ständigem Rühren über eine längere Zeit erhitzt wird. Nach mehrstündiger Ruhe hat sich eine zentimeterdicke fettreiche Schicht an der Oberfläche abgesetzt. Anders als Clotted Cream wird Öröm nicht nur frisch verzehrt, sondern auch getrocknet.
Öröm ist auch das Ausgangsprodukt der sogenannten Gelbbutter, die dem indischen Ghee ähnelt. Dazu wird Öröm häufig über die gesamte Laktationsperiode in speziellen Behältern gesammelt und durchläuft während der Aufbewahrung einen Fermentierungsprozess. Zur Herstellung der Gelbbutter wird dieses fermentierte Öröm unter ständigem Rühren erhitzt und das Fett und Eiweiß mit Hilfe von Mehl oder ähnlichen Klärungsmitteln voneinander getrennt. Die gewonnene Gelbbutter wird meist in Ledersäcken aufbewahrt und ist über mehrere Jahre haltbar. Sie wird unter anderem im traditionellen Buttertee getrunken und findet zudem Verwendung in religiösen Zeremonien.
In Nepal praktiziert man ein etwas anderes Verfahren, um Yakbutter herzustellen. Hier wird die Milch vor der Butterung abgekocht und üblicherweise durch eine Starterkultur wie etwa Joghurt zum Gerinnen gebracht. Am nächsten Tag wird die dann feste Masse in einem Butterfass verbuttert. Die gewonnene Butter wird meist in Yak- oder Ziegenleder eingenäht und ist auf diese Weise ebenfalls über längere Zeit haltbar. Die Buttermilch ist Ausgangsprodukt von Biaslag und Churbi oder Sherkam, die käseähnlich sind. Choormog ist ein leicht alkoholisches Getränk, das aus einem joghurtähnlichen Vorprodukt hergestellt wird.
Bis vor wenigen Jahrzehnten wurde in Zentralasien kein Weich- und Hartkäse produziert, die den in der westlichen Welt üblichen Käsesorten entsprachen. Im Rahmen von Entwicklungshilfeprojekten wurden in Nepal in den letzten Jahrzehnten neun Käsereien aufgebaut, die in den 1990er Jahren jährlich 990 Tonnen Hartkäse und 30 Tonnen Butter herstellten. Die Produkte werden überwiegend in Kathmandu an Touristen verkauft. Der Verkaufspreis betrug in den 1990er Jahren ungefähr vier US-Dollar pro Kilogramm Käse. Den Lieferanten der Milch wurden etwa 0,2 Dollar pro Liter Milch gezahlt.

### Yakfleisch

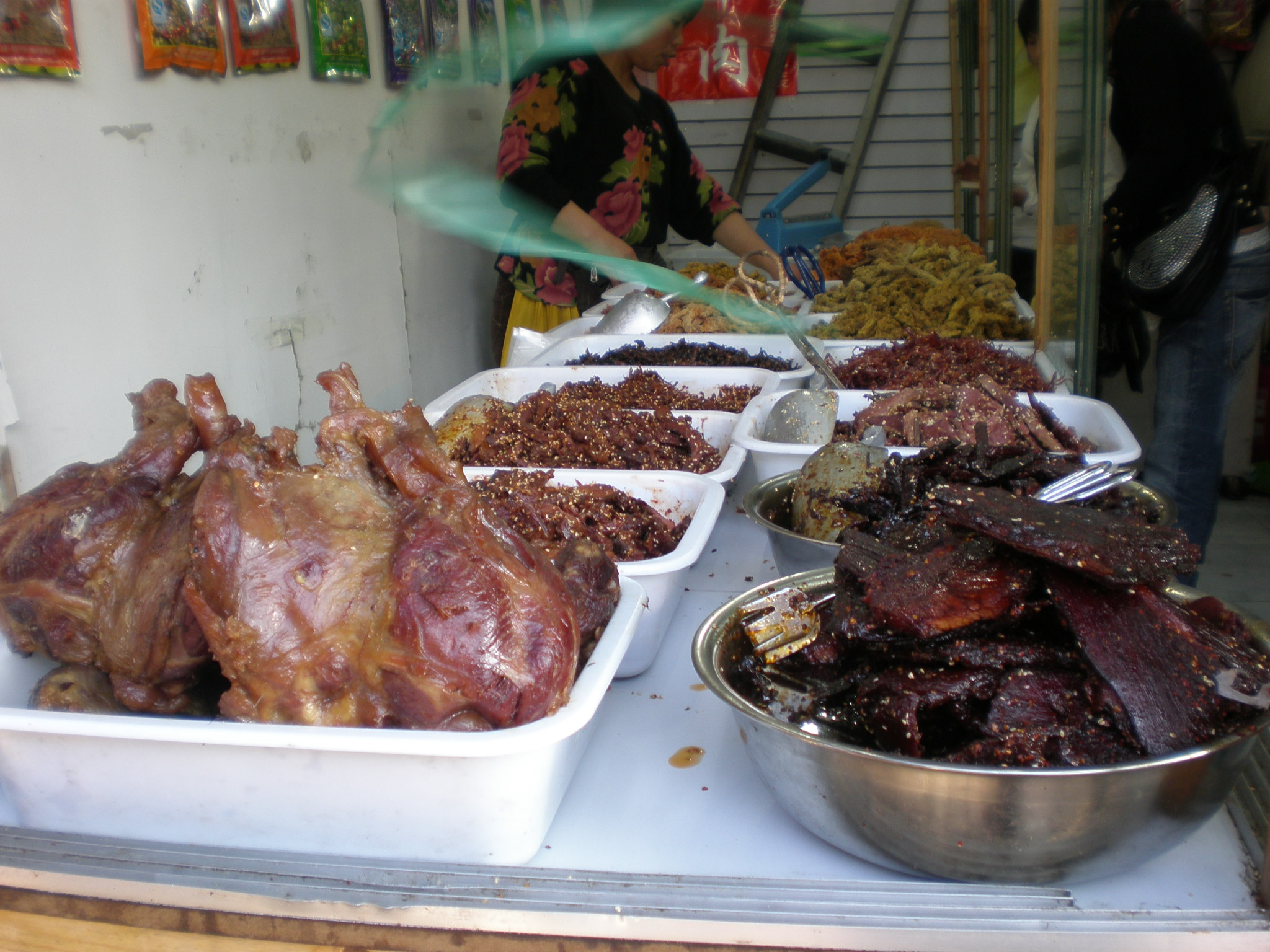
Angebot von Yakfleisch in Yunnan

Yakfleisch ähnelt im Aussehen Rindfleisch. Ein Kilogramm Muskelfleisch hat im Durchschnitt einen Energiegehalt von 1450 kcal, während vergleichbares Rindfleisch im Durchschnitt einen Energiegehalt von 1850 kcal aufweist. Yakfleisch ist reich an Eisen und Zink. Das Fleisch ist grobfaserig und hat einen geringen Anteil an intrazellulär eingelagertem Fett. Es ist tiefrot, da es einen hohen Myoglobingehalt aufweist.
Yakfett enthält pro Kilogramm im Durchschnitt 19 mg Carotin. Das ist deutlich höher als bei Rinderfett, das nur 7 mg enthält. Yakfett ist deshalb deutlich gelber als Rinderfett.
Das Fleisch hat regional mitunter eine hohe Bedeutung. So stammen fünfzig Prozent des im Hochland von Tibet und Qinghai verzehrten Fleisches vom Yak. Die Vermarktungsmöglichkeiten sind jedoch aufgrund der großen Entfernungen eingeschränkt und die Schlachtung von Yaks unterliegt religiösen Beschränkungen. So töten nepalesische Sherpas aus religiösen Gründen ihre Tiere nicht selbst, sondern beauftragen Angehörige anderer Bevölkerungsgruppen damit.
Geschlachtet werden in der Regel kastrierte Bullen sowie Kühe am Ende ihres Reproduktionszyklus. Aus Sicht einer modernen, westlich geprägten Landwirtschaft ist die Fleischgewinnung ineffizient, da Yaks erst geschlachtet werden, nachdem sie zum Teil mehrfach Gewichtsverluste während der Wintermonate erlitten haben und das Verhältnis von gewonnenem Fleisch zu aufgenommener Nahrungsmenge im Vergleich zu Hausrindern ungünstig ist. Diese Sichtweise vernachlässigt allerdings, dass Yaks in Höhenlagen gehalten werden, in denen andere Haustierarten keine oder nur eine geringe Rolle spielen. Bei den im Kaukasus eingeführten Tieren ist dies in die Bewertung der Fleischgewinnung mit einbezogen worden. Dort ist man zu der Überzeugung gelangt, dass in Höhenlagen zwischen 3000 und 4000 Metern der Aufwand für ein Kilogramm Lebendgewicht bei Hausrindern zehn Mal höher ist als bei Yaks und der jährliche Aufwand bei einer Yakhaltung nur geringfügig höher ist als bei einer Schafhaltung.

### Leder

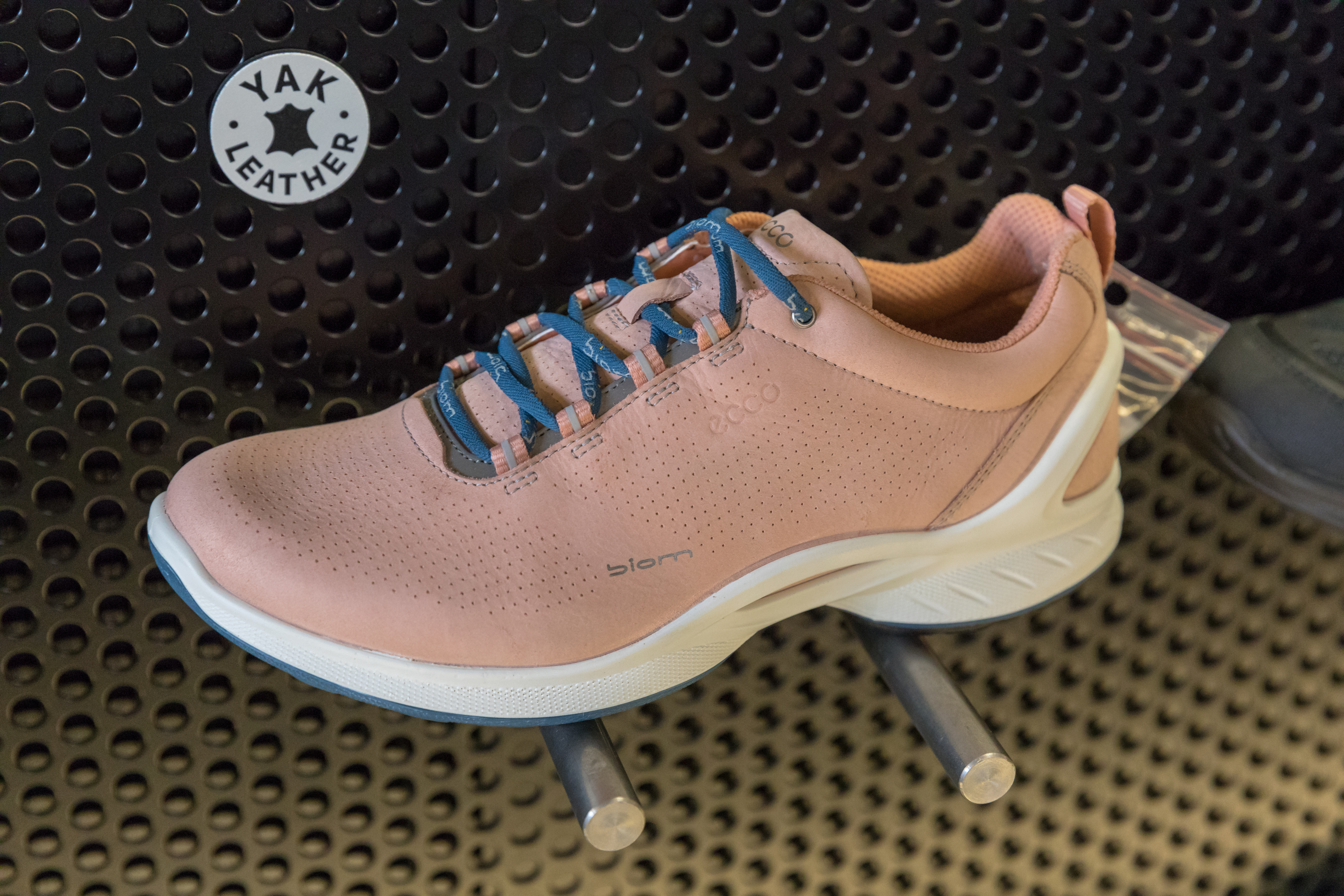
Schuhe aus Yakleder

Die Häute von geschlachteten Yaks sind etwas kleiner als die von Rindern. Wegen der buckelartigen Rückenmuskulatur der Yaks werden die Häute in der Regel nicht als Ganzes verarbeitet. Sie werden vor dem Gerben geteilt.
Die einzelnen Völker haben unterschiedliche Vorgehensweisen entwickelt, um aus den frischen Häuten Yakleder herzustellen. Bei den meisten Völkern besteht die Verarbeitung aus nur wenigen Arbeitsschritten: die frische Haut wird über längere Zeit entweder in Buttermilch oder Wasser eingelegt und dann gewalkt. Einige Völker wickeln dazu die Haut in eine enge Rolle auf und walken sie dann über einen Zeitraum von drei bis vier Tagen immer wieder mit den Füßen. Zwischen den einzelnen Walkvorgängen wird die Haut immer wieder ausgerollt und gedehnt sowie getrocknet.
Yakleder ist strapazierfähig und die zentralasiatischen Völker stellen daraus Sättel, Satteltaschen, Riemen, Fangleinen, Gürtel, Schuhsohlen und verschiedene Behältnisse her. Da meist ältere Tiere geschlachtet werden, ist das Leder verhältnismäßig dick und stand lange im Ruf, von geringerer Qualität als Rinderleder zu sein. Mittlerweile sind die Verarbeitungsprozesse in der industriellen Lederverarbeitung so ausgereift, dass auch Yakleder zufriedenstellend bearbeitet werden kann. Zentrum der Lederproduktion ist die chinesische Region Qinghai. Dort wurden in den 1980er Jahren jährlich bis zu 650.000 Yakhäute verarbeitet. In Tibet ist die Lhasa-Leather-Factory führend in der Verarbeitung von Yakleder.
In Tibet wurden um 1950 und 1982 auf ruhigem Gewässer Ruderboote mit einem Rahmen aus Holzstangen, bespannt mit zusammengenähten Yakhäuten verwendet, berichtet Heinrich Harrer mit Farbfoto.
Um 1968 kommt ein kleines rundliches, durch Doppelschale unsinkbares Kunststoffboot mit der Bezeichnung „Sport Yak“ in Frankreich und den USA auf.

### Verwendung von Fell und Kot
Nach dem Winter wird den Yaks die feine Unterwolle ausgekämmt und zu Garn für Kleidungsstücke versponnen. Die Menge an gewonnener Unterwolle variiert sehr stark und beträgt bei nicht züchterisch verbesserten Hausyaks nur drei Kilogramm. In China gibt es bei den Jiulong-Yaks mittlerweile eine Zuchtlinie, bei der einzelne Tiere bis zu 12 Kilogramm feine Unterwolle liefern. Aus der Grobwolle und den abgeschnittenen Bauchhaaren werden Decken, Seile, Beutel und Zelte gefertigt.
Auch der Yak-Kot wird verwendet; in hohen Lagen ist er manchmal der einzige verfügbare Brennstoff.

### Nutzung als Arbeitstier

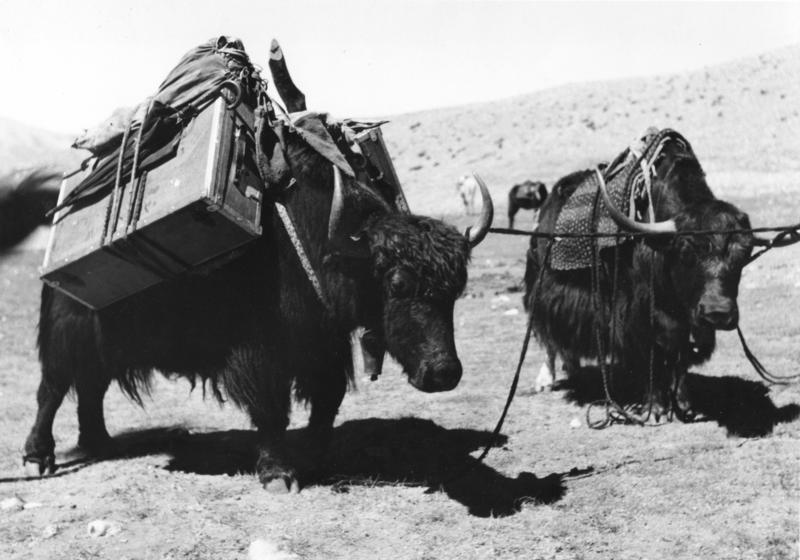
Beladene Yaks in Tibet (1939)

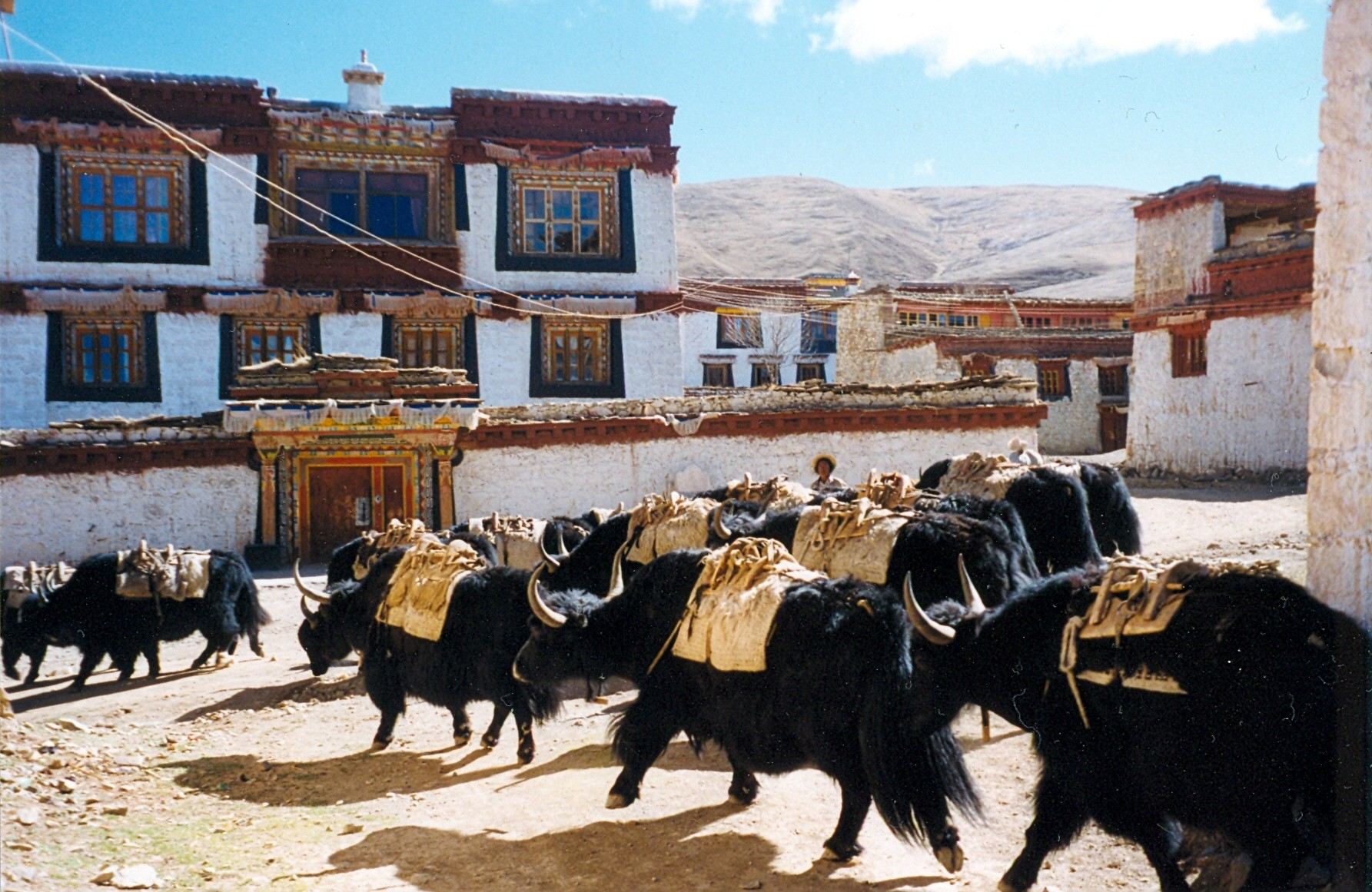
Yaks als Tragtiere, Tibet

Yaks fanden und finden bei den meisten Tibetexpeditionen und Bergbesteigungen im Himalaya als Packtiere Verwendung, so dass ihre Bedeutung als Lasttiere in der westlichen Welt bekannt ist. Regionen mit Yakhaltung liegen zwar selten in Höhenlagen über 5500 Metern. Da Yaks aber auch in Höhenlagen mit einem sehr niedrigen Sauerstoffgehalt überleben können, kommen sie noch in Höhenlagen von 7200 Meter über NN zum Einsatz. Yaks, die ein Gewicht von 60 bis 80 Kilogramm tragen, können täglich zwischen 20 und 30 Kilometer zurücklegen. Sie können deutlich höhere Gewichte tragen, legen dann aber geringere Strecken zurück. Maiwa-Yaks mit einem Körpergewicht von 480 Kilogramm haben für eine kurze Zeit schon ein Packgewicht von 390 Kilogramm getragen. Verwendet werden überwiegend kastrierte Bullen (Ochsen).
Yaks dienen außerdem als Reit- und Zugtiere. Ihnen wird nachgesagt, dass sie in schwierigem Gelände ein sichereres Reittier sind als Pferde. Sie sind in der Lage, schnell fließende Gewässer zu durchschwimmen, sind trittsicher und zeigen beim Durchqueren von sumpfigem Gelände deutlich seltener als Pferde panikartige Reaktionen. Einige der Bevölkerungsgruppen, die Yaks als Reittiere nutzen, organisieren in regelmäßigen Abständen Yakrennen. Als Zugtiere werden vor allem Bullen verwendet.

## Film
- Über die höchsten Pässe der Welt. Mit einer Yak-Karawane durchs Dolpo. (Alternativtitel: In den Bergen des Himalaya – Yak!) Dokumentarfilm, Deutschland, 2009, 44:10 Min., Buch und Regie: Jan Kerckhoff, Produktion: Bayerischer Rundfunk, Erstsendung: 4. Februar 2009 beim BR, Inhaltsangabe. (Memento vom 18. April 2013 im Webarchiv archive.today) auf Arte.

### Wildyak
- ARKive – Bilder und Informationen. (Memento vom 25. September 2016 im Internet Archive) (englisch)
- Animal Info – Wild Yak. (englisch)
- Carnivora Forum – Umfassende Bildergalerie mit >100 Fotos des Wildyaks. (Memento vom 11. Juli 2018 im Internet Archive) (englisch)
- Yakzucht – Infos über über Haltung bzw. Zucht von Yaks.

### Hausyak
- SYV – Schweizerischer Yakzucht Verein (über die Linklisten der Mitglieder sind auch deutsche und österreichische Züchter auffindbar)
- International Yak Association (IYAK) (trotz des Namens hauptsächlich Nordamerika)
- Yak Genome Database, PubMed 38580907, doi:10.1186/s12864-024-10274-6 (englisch)
- Yakhalterverband Österreich
- Yakzucht Maichin

- Yakzucht: Praxiserfahrungen (Haltungsbedingungen, Vorsichtsmaßnahmen) auf einem österreichischen Almbauernhof